# Saison 2005 de l'équipe cycliste Agritubel
L'équipe cycliste Agritubel faisait partie en 2005 des équipes continentales professionnelles, pour sa première année en tant qu'équipe professionnelle.

## Effectif
| Cycliste              | Date de naissance | Nationalité | Équipe 2004                      |
| --------------------- | ----------------- | ----------- | -------------------------------- |
| Christophe Agnolutto  | 06.12.1969        | France      | AG2R Prévoyance                  |
| Linas Balčiūnas       | 14.02.1978        | Lituanie    | ex-professionnel                 |
| Stéphane Bergès       | 09.01.1975        | France      | AG2R Prévoyance                  |
| Florent Brard         | 07.02.1976        | France      | Chocolade Jacques-Wincor Nixdorf |
| Mickaël Buffaz        | 21.05.1979        | France      | RAGT Semences                    |
| Gilles Canouet        | 20.01.1976        | France      | Agritubel-Loudun 86 (amateur)    |
| Cédric Coutouly       | 26.01.1980        | France      | Agritubel-Loudun 86 (amateur)    |
| Nicolas Crosbie       | 02.04.1980        | France      | Agritubel-Loudun 86 (amateur)    |
| Alexandre Girout      | 27.04.1982        | France      | VC Evreux (amateur)              |
| Ben Johnson           | 07.01.1983        | Australie   | SCO Dijon                        |
| Christophe Laurent    | 26.07.1977        | France      | RAGT Semences                    |
| José Alberto Martínez | 10.09.1975        | Espagne     | Relax-Bodysol                    |
| Lénaïc Olivier        | 17.11.1977        | France      | Auber 93                         |
| Denis Robin           | 27.06.1979        | France      | Agritubel-Loudun 86 (amateur)    |
| Saulius Ruškys        | 18.04.1974        | Lituanie    | Oktos MBK                        |
| Benoît Salmon         | 09.05.1974        | France      | Crédit agricole                  |
| Marc Staelen          | 20.07.1981        | France      | Agritubel-Loudun 86 (amateur)    |

## Victoires
| Date       | Course                                | Pays   | Classe | Vainqueur             |
| ---------- | ------------------------------------- | ------ | ------ | --------------------- |
| 06/03/2005 | Les Monts Luberon                     | France | 1.2    | Florent Brard         |
| 13/03/2005 | Paris-Troyes                          | France | 1.2    | Florent Brard         |
| 18/03/2005 | Classic Loire-Atlantique              | France | 1.2    | José Alberto Martínez |
| 20/03/2005 | Roue tourangelle                      | France | 1.2    | Gilles Canouet        |
| 06/04/2005 | 3e étape du Circuit de la Sarthe      | France | 2.1    | Florent Brard         |
| 29/04/2005 | 4e étape du Circuit de Lorraine       | France | 2.1    | Saulius Ruškys        |
| 23/08/2005 | 1re étape du Tour du Poitou-Charentes | France | 2.1    | Christophe Agnolutto  |
| 26/08/2005 | 4e étape du Tour du Poitou-Charentes  | France | 2.1    | Linas Balčiūnas       |

## Classement sur l'UCI Europe Tour

### Individuel
Classement à l'UCI Europe Tour 2005 des coureurs de l'équipe Agritubel.
| Rang | Coureur         | Points |
| ---- | --------------- | ------ |
| 69   | Linas Balčiūnas | 164    |
| 96   | Florent Brard   | 133    |

### Équipe
L'équipe Agritubel a terminé à la 16e place avec 799 points.